# Convegno
Un convegno (in inglese convention, in italiano detto anche seminario) è una riunione di persone per discutere di argomenti di comune interesse. In particolare in un convegno di studi (anche semplicemente convegno) gruppi di studiosi si scambiano informazioni ed esperienze, favorendo così un arricchimento delle conoscenze di tutti i partecipanti. Fra quelli più noti si possono citare i convegni medici riservati a gruppi di specialisti che si confrontano, periodicamente, su nuovi farmaci, nuove tecniche operatorie e altre tematiche inerenti. Esistono poi convegni per ogni ramo dello scibile umano, che hanno la stessa funzione di scambio di conoscenze reciproche; inoltre un convegno può anche trattare di argomenti non scientifici, come nel caso dei convegni aziendali e dei convegni di fan.
Convegno si abbrevia solitamente in Con, come nel caso di "DEF CON", un celebre convegno di hacker.
In tempi recenti, si tende a sostituire il termine italiano con quello inglese di workshop, specie nel gergo dei settori del terziario avanzato (informatica, consulenza, formazione, ecc.) o quelli industriali a maggior contatto con i mercati esteri. In realtà sarebbe tecnicamente più corretto quando il convegno è propriamente un seminario.

## Convegno aziendale
In ambito aziendale grande importanza assume il fenomeno dell convegno come leva di comunicazione. 
A partire dagli anni '50 sono stati infatti utilizzati sempre più spesso eventi collettivi per comunicare con il proprio pubblico interno, con i fornitori e i partner commerciali.
I convegni, insieme ai congressi, rappresentano un importante fattore anche sotto il profilo della movimentazione e dell'occupazione alberghiera.
I convegni possono coincidere con il lancio di un prodotto o con la presentazione delle strategie commerciali.
Spesso al convegno viene abbinata una cena di gala, possono essere studiate attività di costruzione del gruppo, momenti di spettacolo.

## Convegno di fan
Un convegno di fan è un insieme di incontri, conferenze, dimostrazioni e tornei legati ad un tema. Spesso i partecipanti si vestono in modo particolare o anche mascherati, in tema con l'oggetto del convegno.
Tra i convegni più importanti e con maggior affluenza vi sono la Comiket, la San Diego Comic-Con International, il Festival international de la bande dessinée d'Angoulême e il Lucca Comics & Games. In Italia sono presenti anche la Napoli Comicon e Romics.

## Convegno culturale
In Italia si tengono diversi convegni culturali di livello nazionale. Alcuni di essi sono tematici, come il Festival della letteratura di Mantova o il Festival del giornalismo di Perugia. Una manifestazione trasversale è il Meeting per l'amicizia fra i popoli che si tiene annualmente a Rimini.

## Convegni politici
In molti paesi, i "convegni politici" non sono che il congresso di alcuni partiti politici. Negli Stati Uniti ad esempio, in ogni anno elettorale, al termine delle elezioni primarie, ciascun partito celebra una convention durante la quale avviene l'investitura ufficiale del candidato alla presidenza e del candidato alla vicepresidenza.

## Altri usi del termine
In alcuni casi, come nel linguaggio forense (tecnico-legale) o in quello, un po' ampolloso, di carattere burocratico, si usa il termine convegno per intendere, sostanzialmente, una semplice riunione o incontro tra poche persone, non comunque in pubblico.